# Cerro Tunari
El cerro Tunari es una montaña que está ubicada en la sierra del mismo nombre, en la sección Central de la Cordillera Oriental de los Andes en Bolivia. Limita con la ciudad de Cochabamba, tiene una altura máxima de 5035 m s. n. m., siendo este el segundo punto más alto del departamento de Cochabamba. Es el hábitat de una fauna variada como el cóndor (Vultur gryphus), la vicuña (Vicugna vicugna), la llama (Lama glama), la alpaca (Lama pacos), la vizcacha y los gansos andinos entre otros.
Este gran cerro, símbolo de la cochabambinidad retiene nieves y hielos solo de forma esporádica. Las precipitaciones tanto invernales como en la primavera permanecen como nieve a más de 4500 m s. n. m., y por solo semanas debido al templado clima del extenso valle al pie del mismo. La extensa cordillera del Tunari colinda en el oeste con el departamento de La Paz y sigue una dirección este suroeste de forma descendiente hasta el pico Juno de 4448 m s. n. m. en la provincia de Tiraque, y continúa su leve descenso hasta bordear la provincia Caballero en el departamento de Santa Cruz.

Vista norte desde el cerro Tunari

## Toponimia
Según el diccionario de la lengua aimara de Ludovico Bertonio de 1612, se encuentran dos palabras asociadas cuyas pronunciaciones asemejan al nombre Tunari. Estas palabras son Tunu, que significa cepa o raíz, y Lari, que hace referencia al origen femenino de un grupo social y que juntas hacen alusión al ancestro femenino de un pueblo, comunidad o aillu, representado en la montaña como expresión de ancestro.

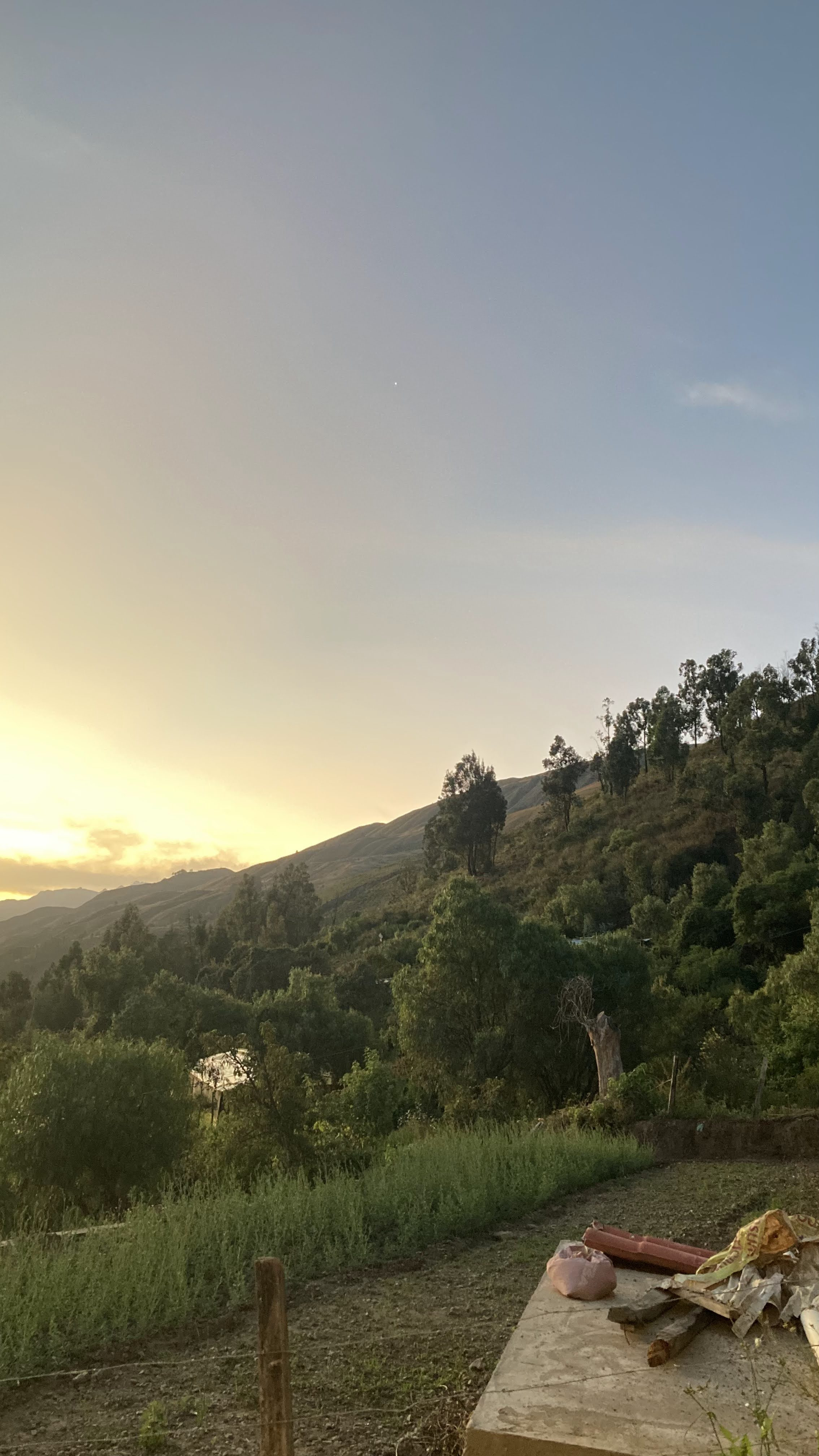
Vista lateral del cerro Tunari.